# آی‌اواس ۱۴
آی‌اواس ۱۴ (به انگلیسی: iOS 14)، چهاردهمین نسخه از سیستم عامل موبایل آی‌اواس است که توسط اپل توسعه یافته و جانشین آی‌اواس ۱۳ خواهد شد. این سیستم عامل برای آیفون و آی‌پاد تاچ استفاده خواهد شد. این نسخه در کنفرانس جهانی توسعه‌دهندگان اپل در تاریخ ۲۲ ژوئن ۲۰۲۰ معرفی و در تاریخ ۱۶ سپتامبر ۲۰۲۰ (۲۶ شهریور ۱۳۹۹) به‌طور رسمی برای عموم منتشر گردید. در تاریخ ۲۰ سپتامبر آی‌اواس ۱۵ جانشین این نسخه از آی‌اواس شد.

## ویژگی‌های سیستم

### حریم خصوصی
در آی‌اواس ۱۴ دسترسی‌ها و بسیاری از ویژگی‌های آن دستخوش تغییر خواهد شد.

## تاریخچه
نخستین بتا توسعه دهنده آی‌اواس ۱۴ در ۲۲ ژوئن ۲۰۲۰ و نخستین بتای عمومی در ۹ ژوئیه ۲۰۲۰ منتشر شد.
| نسخه   | شماره ساخت | تاریخ انتشار    | یادداشت           |
| ------ | ---------- | --------------- | ----------------- |
| ۱۴٫۰   | 18A373     | ۱۶ سپتامبر ۲۰۲۰ | نخستین انتشار     |
| ۱۴٫۰٫۱ | 18A393     | ۲۴ سپتامبر ۲۰۲۰ |                   |
| ۱۴٫۲   | 18B92      | ۵ نوامبر ۲۰۲۰   |                   |
| ۱۴٫۲   | 18B111     | ۱۸ نوامبر ۲۰۲۰  |                   |
| ۱۴٫۲٫۱ | 18B121     | ۱۹ نوامبر ۲۰۲۰  |                   |
| ۱۴٫۳   | 18C66      | ۱۴ دسامبر ۲۰۲۰  |                   |
| ۱۴٫۴   | 18D52      | ۲۶ ژانویه ۲۰۲۱  |                   |
| ۱۴٫۴٫۱ | 18D61      | ۸ مارس ۲۰۲۱     |                   |
| ۱۴٫۴٫۲ | 18D70      | ۲۶ مارس ۲۰۲۱    | رفع مشکلات امنیتی |
| ۱۴٫۵   | 18E199     | ۲۶ آوریل ۲۰۲۱   |                   |
| ۱۴٫۵٫۱ | 18E212     | ۳ می ۲۰۲۱       |                   |
| ۱۴٫۶   | 18F72      | ۲۴ می ۲۰۲۱      |                   |
| ۱۴٫۷   | 18G69      | ۱۹ ژوئیه ۲۰۲۱   |                   |
| ۱۴٫۷٫۱ | 18G82      | ۲۶ ژوئیه ۲۰۲۱   |                   |
| ۱۴٫۸   | 18H17      | ۱۳ سپتامبر ۲۰۲۱ | رفع مشکلات امنیتی |
| ۱۴٫۸٫۱ | 18H107     | ۲۶ اکتبر ۲۰۲۱   | رفع مشکلات امنیتی |

راهنما:
      نسخه پیشین
      نسخه کنونی
      نسخه بتا

## واژه‌ها
نسخه بتا (Beta): نسخهٔ بتا نسخه ای از نرم‌افزار بوده که به‌شکل کامل توسعه داده شده، ولی هنوز به‌طور کامل آزمایش نشده‌است. این نسخه، نسخه‌ای نزدیک به نسخهٔ پایانی است و از آن برای گرفتن بازخورد از مشتریان برای بهبود کیفیت نرم‌افزار استفاده می‌شود.
نسخه آرسی (RC): این نسخه معمولاً آخرین نسخه از یک بخش نرم‌افزار در مرحله بتا برای توسعه دهندگان است. و به‌طور معمول آخرین نسخه بتا پیش از انتشار اصلی می‌باشد. تا پیش از نسخه iOS 14.2، اپل واژه‌های (Golden Master (GM را بکار می‌برد ولی پس از آن این نسخه از نرم‌افزار را به Release Candidate (نامزد انتشار) نام گردانی کرد.

## روش به‌روزرسانی
به‌روزرسانی‌ها معمولاً به شکل اتومات انجام می‌گیرند ولی برای تسریع به‌روزرسانی یا اگر به‌روزرسانی اتومات را خاموش کرده‌اید، یا به هر دلیل دیگر که نیاز به به‌روزرسانی دستی به نسخه تازه است می‌توانید به تنظیمات دستگاه (Settings) مراجعه و در بخش جنرال (General) سربرگ آپدیت نرم‌افزار (Software Update)، آخرین نسخه به‌روزرسانی شده آی‌اواس قابل نصب بر روی دستگاه را به‌رایگان دریافت کنید.